# 山根永遠
山根 永遠（やまね とわ、1999年2月5日 - ）は、広島県出身のプロサッカー選手。Jリーグ・横浜FC所属。ポジションはフォワード、ミッドフィールダー。
父親は元サッカー選手の山根巌。

## 来歴
広島出身でジュニアチームからサンフレッチェ広島F.Cの下部組織に在籍。高校3年のJユースカップではFC東京U-18に敗れて準優勝になったが、9得点をあげて得点王に輝いた。2016年11月22日、セレッソ大阪から内定が発表された。2016年12月4日、プレミアリーグ第17節の神戸弘陵学園高等学校戦では4得点を決めて、プレミアリーグWESTの優勝に貢献した。チャンピオンシップでは青森山田高校に敗れたが、プレミアリーグWESTの得点王に輝いた。
2017年、セレッソ大阪に入団してプロ入りを果たした。4月15日、J3第5節のFC東京U-23戦では負けはしたものの、攻撃で好パフォーマンスを披露した。5月21日、J3第9節のガイナーレ鳥取戦でプロ入り初得点を決めた。2018年6月2日、J3第10節のガンバ大阪U-23戦では大阪ダービーで得点を決めた。
2019年6月27日、J2のツエーゲン金沢に育成型期限付き移籍で加入することが発表された。7月14日、第22節の東京ヴェルディ戦で途中出場から移籍後初得点を果たした。
2021年はJ2の水戸ホーリーホックに期限付き移籍。
2021年12月27日、セレッソ大阪からザスパクサツ群馬への完全移籍が発表された。
2022年8月1日、J2の横浜FCへの完全移籍が発表された。ロングシュートのスタッツが中島元彦と並んでリーグ1位タイだった。
2023年、チームはJ1に昇格、自身にとっては4年振りのJ1の舞台となった。
2024年、右ウィングバックとして34試合に出場し、J1昇格に貢献した。

## 私生活
山根永遠は小学校6年の夏に両親が離婚し、以降は母子家庭で弟2人と共に育った。中学入り後は家事を手伝うこともあり、家庭を支える“長男としての自覚”が芽生えた時期があったと述べている。
同時期には心身のバランスを崩し、高熱が一週間続いたこともあったが、「犬を飼ったことで母親の心配が少し和らぎ、自分自身も踏んばれた」と振り返っている。飼い犬には「山根オフザピッチ（通称ピーちゃん）」と名付け、家庭内に笑顔をもたらしたという。
さらに、結婚し2025年4月には第2子となる次男が誕生。「2人のパパになったので…自分の姿を長く見せられるように頑張りたい」とファンにコメントしている。
また、練習や試合後にはチームメイトを自然体で笑わせ、チームに“潤滑油”的な存在としての役割を果たしているとの評価もある。

## 所属クラブ
- サンフレッチェ広島ジュニア
- サンフレッチェ広島ジュニアユース
- サンフレッチェ広島ユース
- 2017年 - 2021年  セレッソ大阪
  - 2019年6月 - 2020年  ツエーゲン金沢（育成型期限付き移籍）
  - 2021年  水戸ホーリーホック（期限付き移籍）
- 2022年 - 同年8月  ザスパクサツ群馬
- 2022年8月 -  横浜FC

## 個人成績
| 国内大会個人成績 | 国内大会個人成績 | 国内大会個人成績 | 国内大会個人成績 | 国内大会個人成績 | 国内大会個人成績 | 国内大会個人成績 | 国内大会個人成績 | 国内大会個人成績 | 国内大会個人成績 | 国内大会個人成績 | 国内大会個人成績 |
| 年度             | クラブ           | 背番号           | リーグ           | リーグ戦         | リーグ戦         | リーグ杯         | リーグ杯         | オープン杯       | オープン杯       | 期間通算         | 期間通算         |
| 年度             | クラブ           | 背番号           | リーグ           | 出場             | 得点             | 出場             | 得点             | 出場             | 得点             | 出場             | 得点             |
| 日本             | 日本             | 日本             | 日本             | リーグ戦         | リーグ戦         | リーグ杯         | リーグ杯         | 天皇杯           | 天皇杯           | 期間通算         | 期間通算         |
| ---------------- | ---------------- | ---------------- | ---------------- | ---------------- | ---------------- | ---------------- | ---------------- | ---------------- | ---------------- | ---------------- | ---------------- |
| 2017             | C大阪            | 31               | J1               | 0                | 0                | 0                | 0                | 0                | 0                | 0                | 0                |
| 2018             | C大阪            | 31               | J1               | 0                | 0                | 0                | 0                | 0                | 0                | 0                | 0                |
| 2019             | C大阪            | 31               | J1               | 0                | 0                | 0                | 0                | 0                | 0                | 0                | 0                |
| 2019             | 金沢             | 30               | J2               | 14               | 4                | -                | -                | -                | -                | 14               | 4                |
| 2020             | 金沢             | 7                | J2               | 24               | 3                | -                | -                | -                | -                | 24               | 3                |
| 2021             | 水戸             | 7                | J2               | 34               | 2                | -                | -                | 1                | 0                | 35               | 2                |
| 2022             | 群馬             | 30               | J2               | 23               | 2                | -                | -                | 2                | 0                | 25               | 2                |
| 2022             | 横浜FC           | 30               | J2               | 12               | 0                | -                | -                | -                | -                | 12               | 0                |
| 2023             | 横浜FC           | 30               | J1               | 24               | 0                | 2                | 0                | 1                | 0                | 27               | 0                |
| 2024             | 横浜FC           | 8                | J2               | 36               | 3                | 0                | 0                | 0                | 0                | 36               | 3                |
| 2025             | 横浜FC           | 8                | J1               |                  |                  |                  |                  |                  |                  |                  |                  |
| 通算             | 日本             | 日本             | J1               | 24               | 0                | 2                | 0                | 1                | 0                | 27               | 0                |
| 通算             | 日本             | 日本             | J2               | 143              | 14               | 0                | 0                | 3                | 0                | 146              | 14               |
| 総通算           | 総通算           | 総通算           | 総通算           | 167              | 14               | 2                | 0                | 4                | 0                | 173              | 14               |

| 2017   | C大23  | 31     | J3     | 27 | 3  | 27 | 3  |
| 2018   | C大23  | 31     | J3     | 31 | 5  | 31 | 5  |
| 2019   | C大23  | 31     | J3     | 13 | 5  | 13 | 5  |
| 通算   | 日本   | 日本   | J3     | 71 | 13 | 71 | 13 |
| 総通算 | 総通算 | 総通算 | 総通算 | 71 | 13 | 71 | 13 |

| 国際大会個人成績 | 国際大会個人成績 | 国際大会個人成績 | 国際大会個人成績 | 国際大会個人成績 |
| 年度             | クラブ           | 背番号           | 出場             | 得点             |
| AFC              | AFC              | AFC              | ACL              | ACL              |
| ---------------- | ---------------- | ---------------- | ---------------- | ---------------- |
| 2018             | C大阪            | 31               | 0                | 0                |
| 通算             | AFC              | AFC              | 0                | 0                |

出場歴
- Jリーグ初出場 - 2017年3月12日 J3第1節 グルージャ盛岡戦 (ヨドコウ桜スタジアム)
- Jリーグ初得点 - 2017年5月21日 J3第9節ガイナーレ鳥取戦 (とりぎんバードスタジアム)

## タイトル

### チーム
サンフレッチェ広島ユース
- 高円宮杯U-18サッカーリーグ プレミアリーグ WEST（2016年）

セレッソ大阪
- Jリーグカップ：1回（2017年）
- 天皇杯全日本サッカー選手権大会：1回（2017年）
- FUJI XEROX SUPER CUP：1回（2018年）

### 個人
- Jユースカップ・得点王（2016年）
- 高円宮杯U-18サッカーリーグ プレミアリーグ WEST・得点王（2016年）